# Caraguata angulicollis
Caraguata angulicollis es un coleóptero de la familia Chrysomelidae.
Fue descrita científicamente por primera vez en 1923 por Bowditch.